# Joana de Portugal i d'Aragó

Escut

Joana de Portugal (Almada, Portugal 1439 - Madrid 1475), infanta de Portugal i reina consort de Castella (1455-1474).

## Orígens familiars
Filla petita del rei Eduard I de Portugal i la seva esposa Elionor d'Aragó, nasqué el 31 de març de 1439 a Alamda, prop de Setúbal.
Per línia materna era neta del comte-rei Ferran I d'Aragó i fou germana del rei Alfons V de Portugal.

## Núpcies i descendents
El 20 de maig de 1455 es casà a Còrdova amb el seu nebot Enric IV de Castella. D'aquesta unió nasqué:
- la infanta Joana la Beltraneja (1462-1530), princesa d'Astúries i hereva legítima del tron castellà, casada el 1475 amb el seu oncle Alfons V de Portugal

La filla comuna dels dos adoptà el sobrenom de Beltraneja pels rumors difosos per la germana d'Enric IV, Isabel la Catòlica, així com dels nobles castellans, sobre la suposada infidelitat de Joana de Portugal amb el noble Beltrán de la Cueva. La reina fou repudiada el 1468, juntament amb la filla. Joana de Portugal llavors va estar reclosa al castell d'Alarcón, tot i que finalment va acabar reconciliant-se amb el rei castellà i finalment la seva filla fou reconeguda com a hereva legítima al tron castellà.
Joana de Portugal va tenir d'amant al cavaller castellà Pere de Castella i Fonseca el Mozo, besnet de Pere I de Castella, amb el qual va tenir dos fills bessons:
- Andreu de Castella i Portugal
- Pere Apòstol de Castella i Portugal

A la mort d'Enric IV, l'11 de setembre de 1474, la reina Joana de Portugal va mantenir els drets successoris de la seva filla però va morir el 13 de juny de l'any següent a Madrid.